# Popasne, Novoaidar
Popasne (în ucraineană Попасне) este un sat în comuna Novoahtîrka din raionul Novoaidar, regiunea Luhansk, Ucraina.

## Demografie
Componența lingvistică a localității Popasne
     Ucraineană (75,81%)
     Rusă (24,19%)
Conform recensământului din 2001, majoritatea populației localității Popasne era vorbitoare de ucraineană (75,81%), existând în minoritate și vorbitori de rusă (24,19%).